# Mali Ostros
Mali Ostros (cyr. Мали Острос, alb. Ostros i Voqël) – wieś w Czarnogórze, w gminie Bar. W 2011 roku liczyła 115 mieszkańców.